# Pilegrimsleden

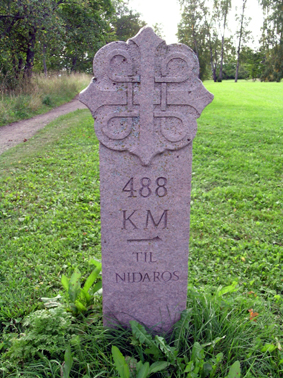
Borne kilométrique à Hamar

Pilegrimsleden (littéralement la route des pelerins) est le nom de plusieurs routes de pèlerinage en Norvège, vers la cathédrale de Nidaros dans la ville de Trondheim (alors appelée Nidaros), où se situe la tombe de Saint Olaf.
Il désigne en particulier la plus célèbre d'entre ces routes, entre Oslo et Trondheim à travers le massif de Dovrefjell.
Le chemin de fer de la Ligne de Dovre construit en 1921 suit approximativement le tracé de cette route, ce qui lui fit perdre son intérêt. Elle fut cependant ouverte à nouveau en 1997 et s'étend ainsi sur 926 km. Elle constitue de nouveau une route de pèlerinage mais aussi un chemin de randonnée apprécié. 

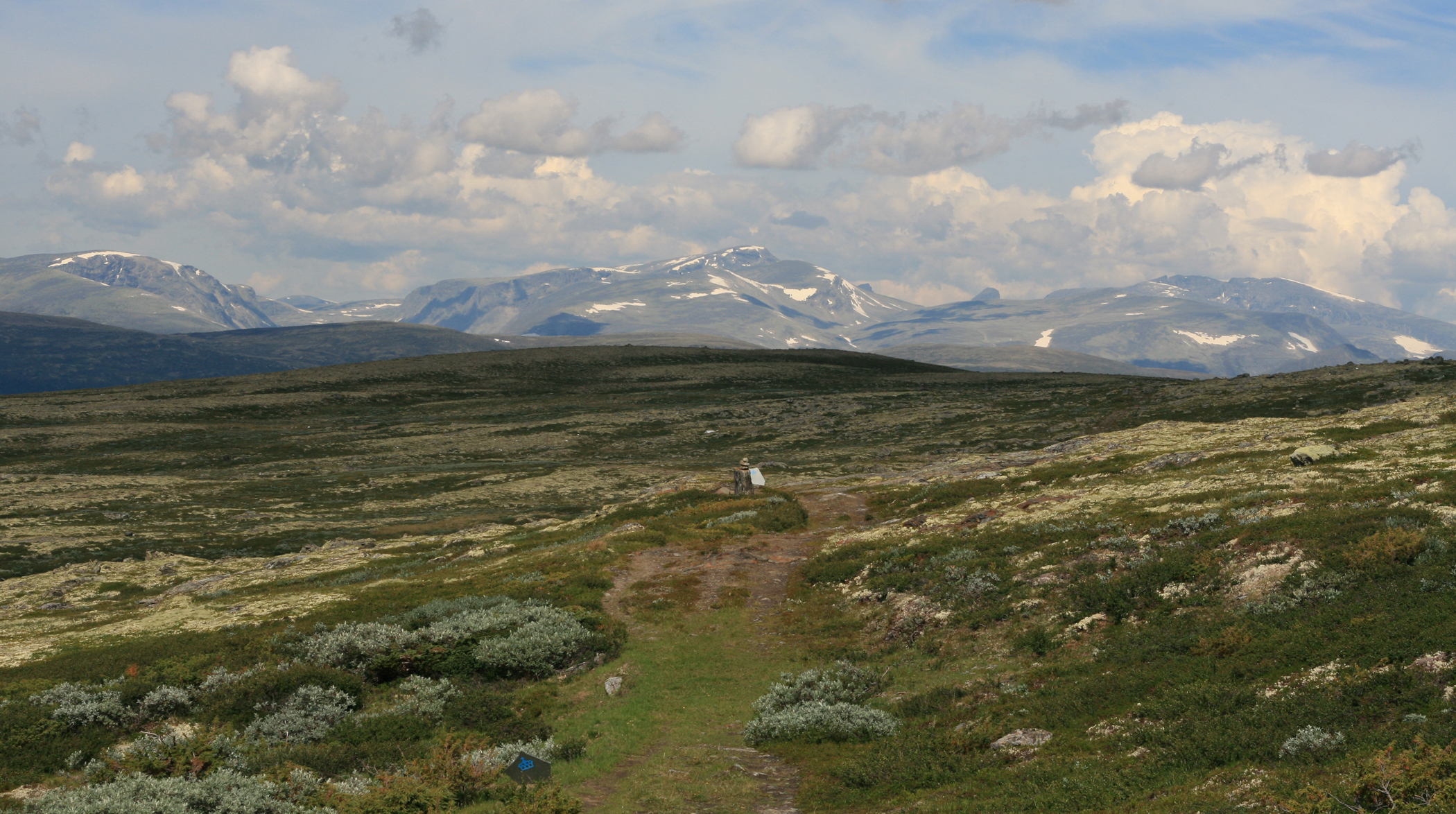
Le sentier dans le massif de Dovrefjell